# خسوف القمر يونيو 2012
حدث خسوف جزئي للقمر في 4 يونيو 2012. كان هذا هو الأول من خسوفين للقمر حدثا في عام 2012، والخسوف الثاني حدوث في 28 نوفمبر. كان القمر مغطى بحوالي 37٪ من الظل الشمالي للأرض في أقصى خسوف.

## الرؤية
كان خسوف القمر هذا، الذي حدث أثناء اكتمال القمر  مرئيًا تمامًا فوق أستراليا، حيث ارتفع فوق شرق آسيا وغرب أمريكا الشمالية. فقدت نيو إنجلاند وشرق كندا الكسوف بأكمله منذ أن بدأ الحدث بعد غروب القمر في تلك المناطق. كان الخسوف مرئيًا في وسط الولايات المتحدة.
في أمريكا الشمالية، كان المراقبون في غرب كندا والولايات المتحدة يتمتعون بأفضل المناظر مع غروب القمر الذي يحدث في وقت ما بعد الكسوف الأوسط. 

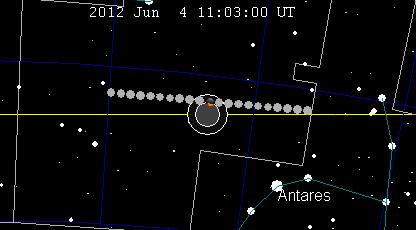
Lunar eclipse chart-2012Jun04

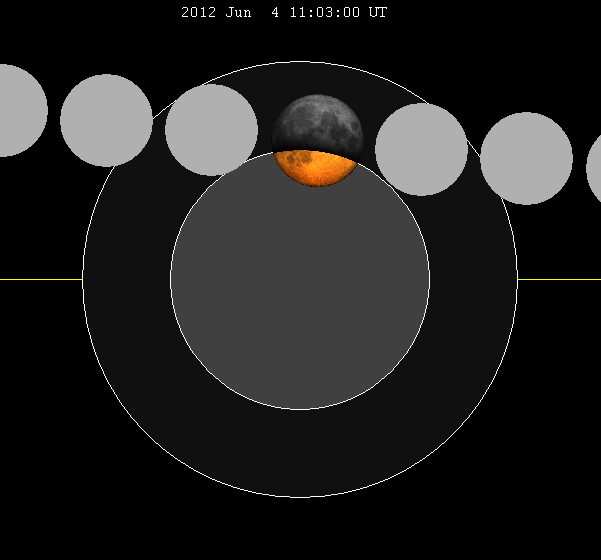
Lunar eclipse chart close-2012Jun04

| تُظهر هذه المحاكاة الأرض في وقت حدوث أكبر كسوف كما تُرى من مركز القمر. تُرى الشمس هنا على أنها كسوف جزئي للشمس فوق القطب الشمالي للأرض. |

## صالة عرض

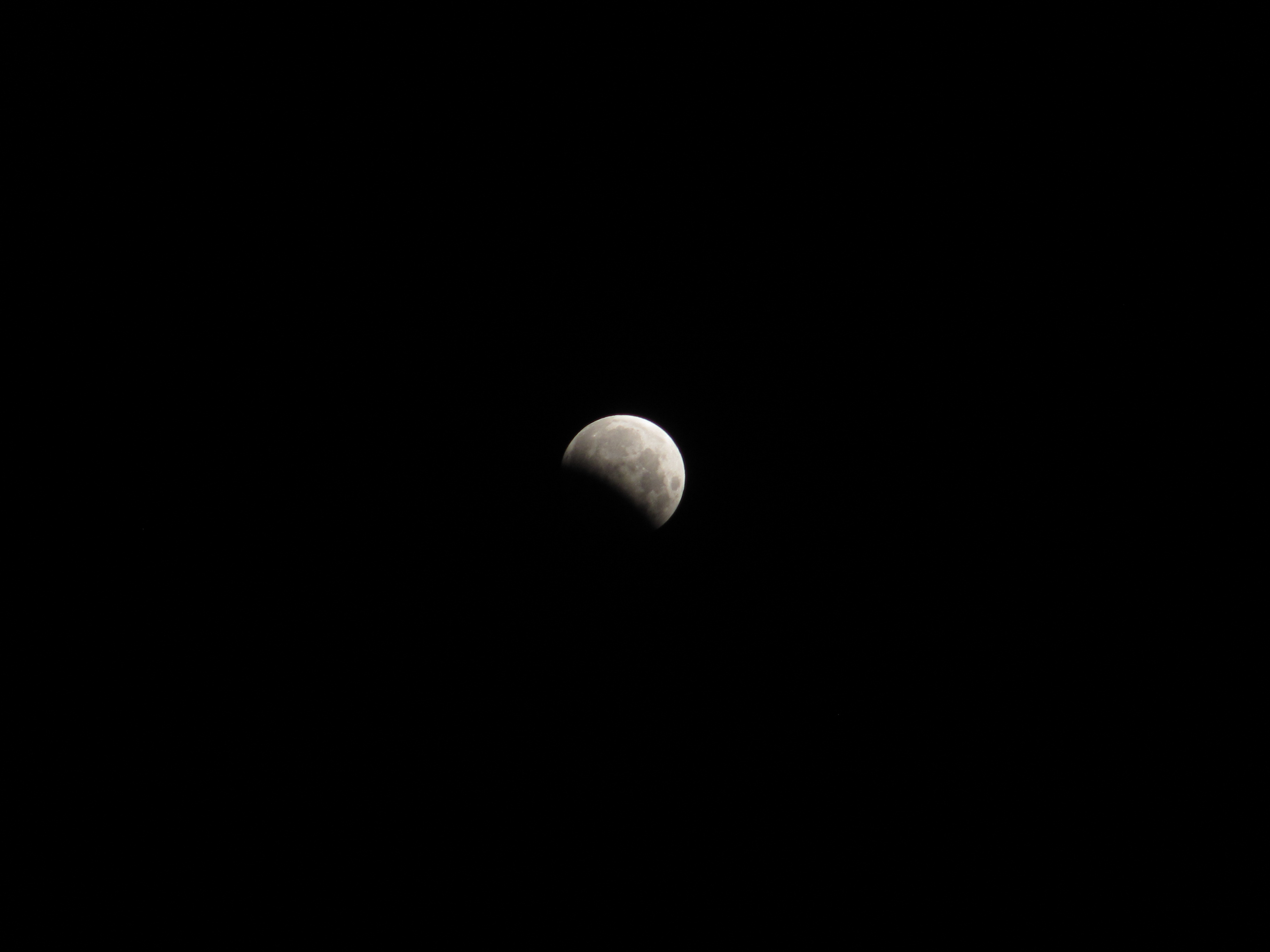
إلكو، نيفادا، 10:58 UTC
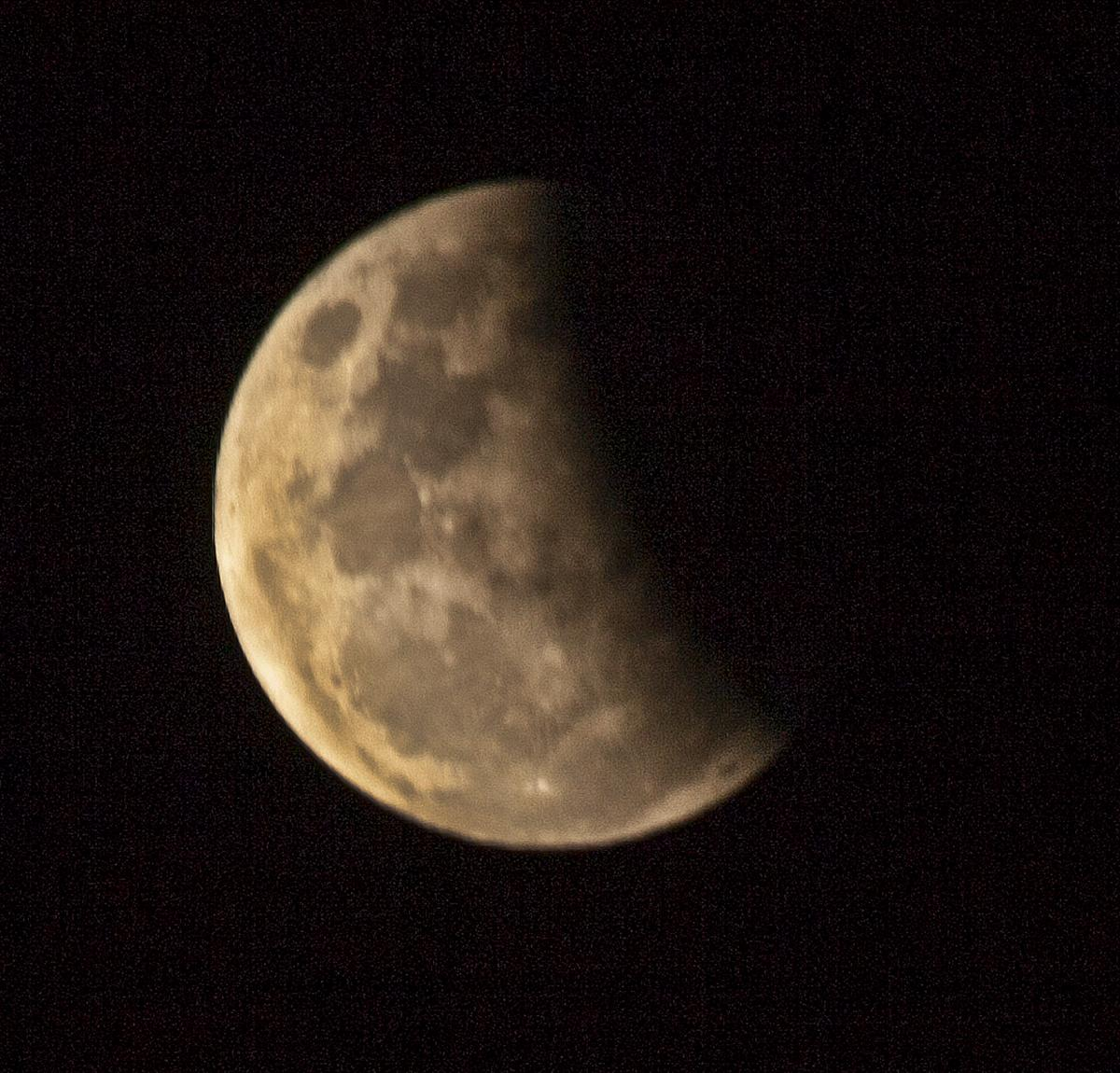
ريدكليف، كوينزلاند، 11:06 بالتوقيت العالمي
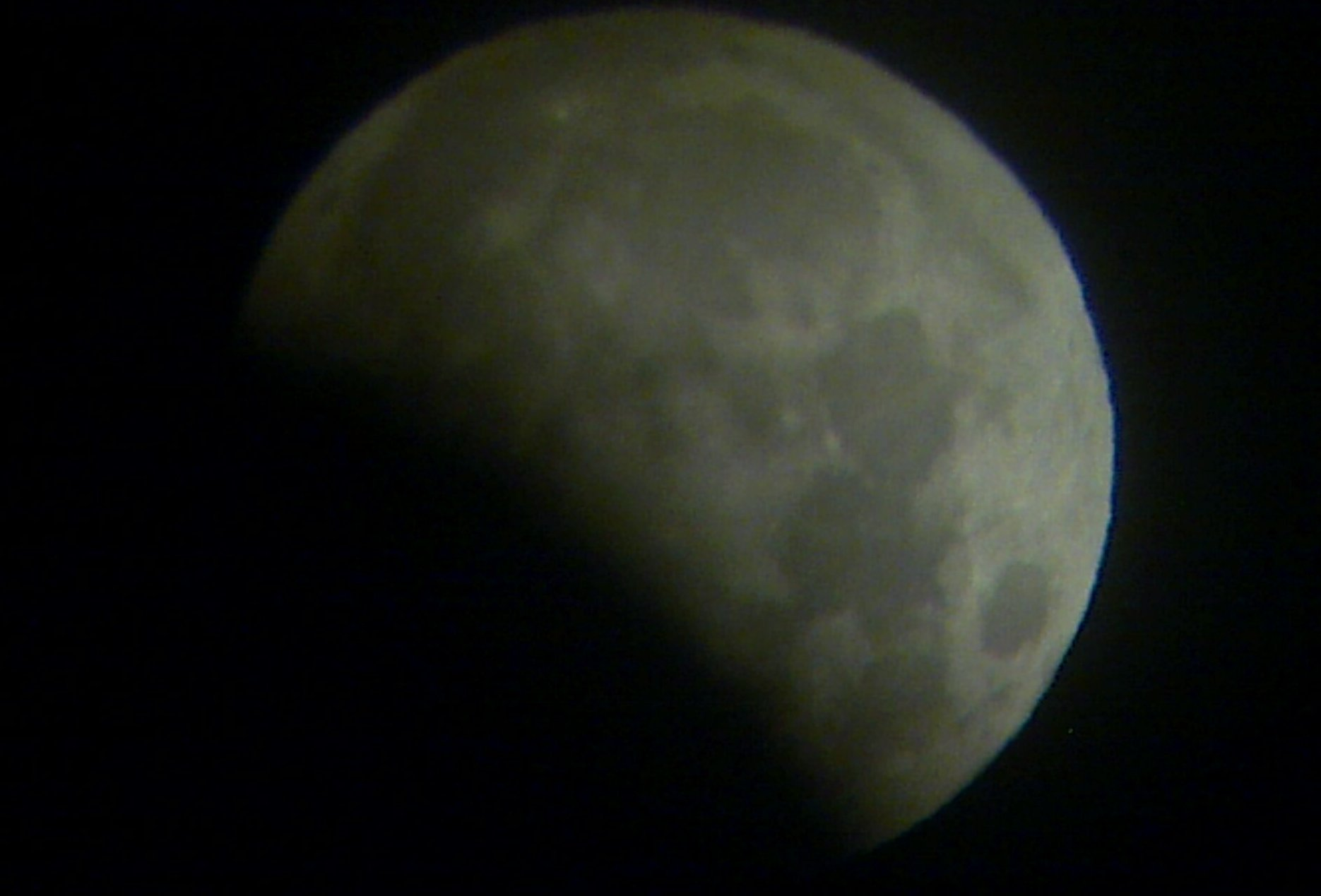
البوكيرك، نيو مكسيكو، 11:20 UTC
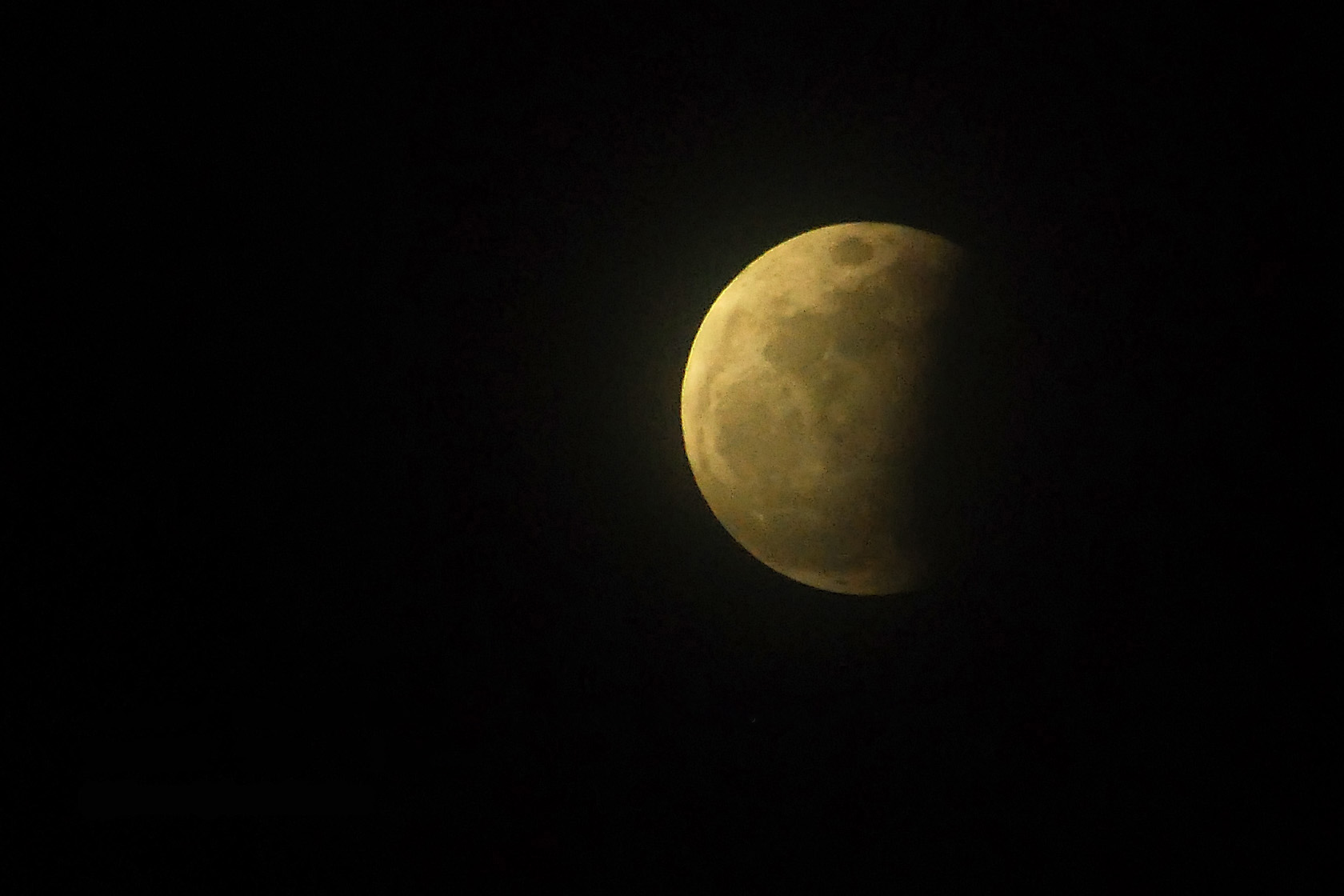
ماريكينا، الفلبين، 11:33 UTC
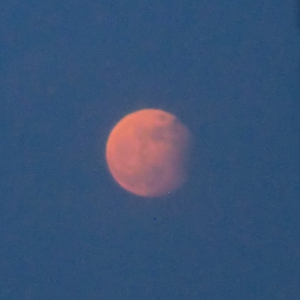
من بكين عند طلوع القمر، 12:09 بالتوقيت العالمي المنسق
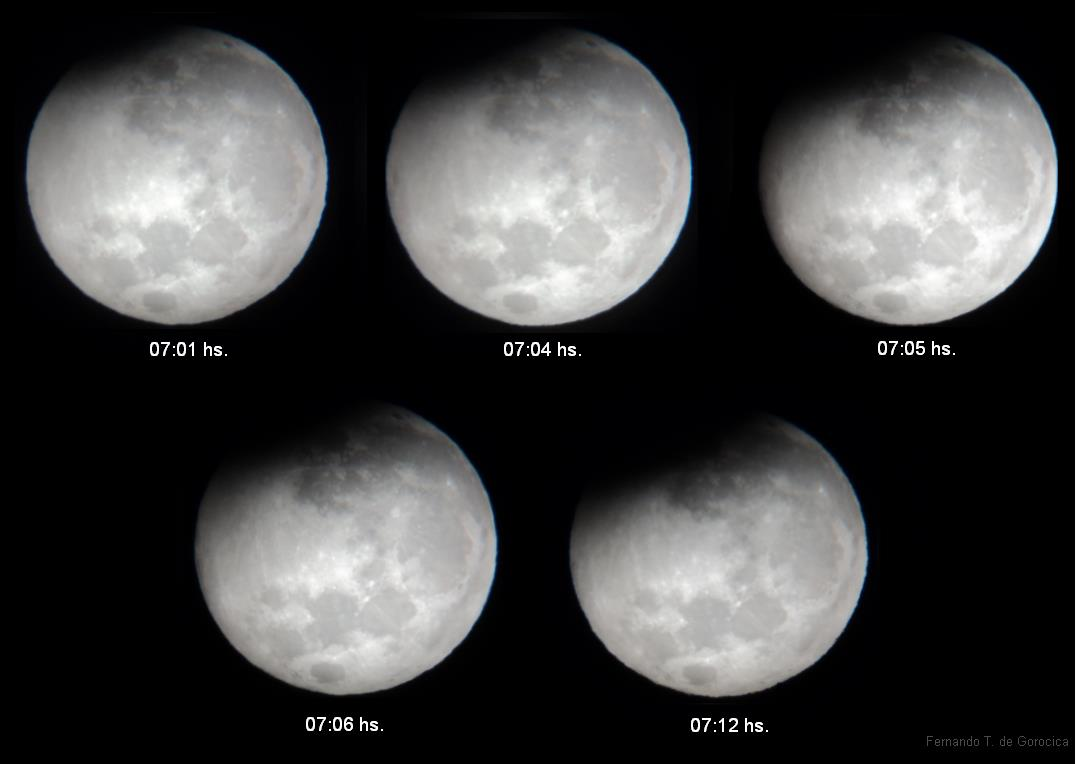
صورة متتابعة من فيلا جيزيل [الإنجليزية]، الأرجنتين

## الخسوفات ذات الصلة

### كسوف 2012
- كسوف حلقي للشمس في 20 مايو.
- خسوف جزئي للقمر في 4 يونيو.
- كسوف كلي للشمس في 13 نوفمبر.
- خسوف شبه قمري للقمر في 28 نوفمبر.

### السنة القمرية (354 يومًا).
كان هذا الخسوف واحدًا من خمس خسوفات للقمر في سلسلة قصيرة الأمد. تتكرر سلسلة السنة القمرية بعد 12 قمرًا أو 354 يومًا (العودة إلى الوراء حوالي 10 أيام في سنوات متتالية). بسبب تغيير التاريخ، سيكون ظل الأرض حوالي 11 درجة غربًا في أحداث متتالية.
نوع
جدول2009 يوليو 07
-1.4916115
2010 26 يونيو
-0.7091125
2011 15 يونيو
0.0897135
2012 4 يونيو
0.82481452012 28 نوفمبر

### دورة نصف ساروس
يسبق خسوف القمر خسوف الشمس ويتبعه 9 سنوات و5.5 أيام ( نصف ساروس ). يرتبط خسوف القمر هذا بخسوفين حلقيين للشمس من Solar Saros 147.
| 31 مايو 2003 | 10 يونيو 2021 |
| ------------ | ------------- |
|              |               |

## روابط خارجية
- 2012 Jun 04 chart:
- كسوف الناسك: 2012-06-04
- NightSkyInfo.com: خسوف القمر الاثنين 4 يونيو 2012